# Sumber Kalong
Sumber Kalong is een bestuurslaag in het regentschap Jember van de provincie Oost-Java, Indonesië. Sumber Kalong telt 3585 inwoners (volkstelling 2010).